# Air Seychelles

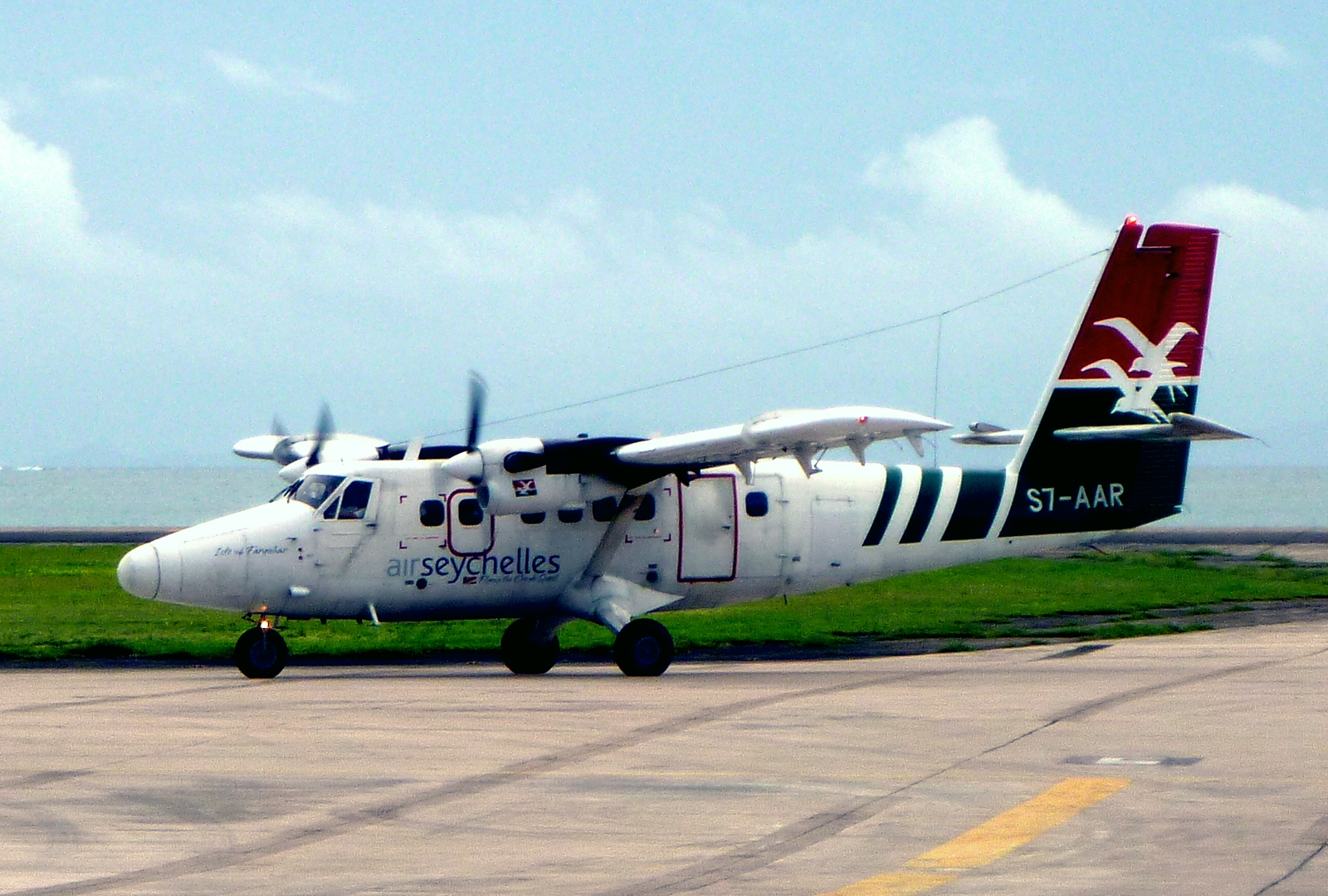
Літак авіакомпанії

Air Seychelles — національна державна авіакомпанія Сейшельських островів зі штаб-квартирою в Сейшельському міжнародному аеропорту (Мае), що виконує регулярні комерційні перевезення по 9 пунктах призначення на трьох континентах світу.

## Історія

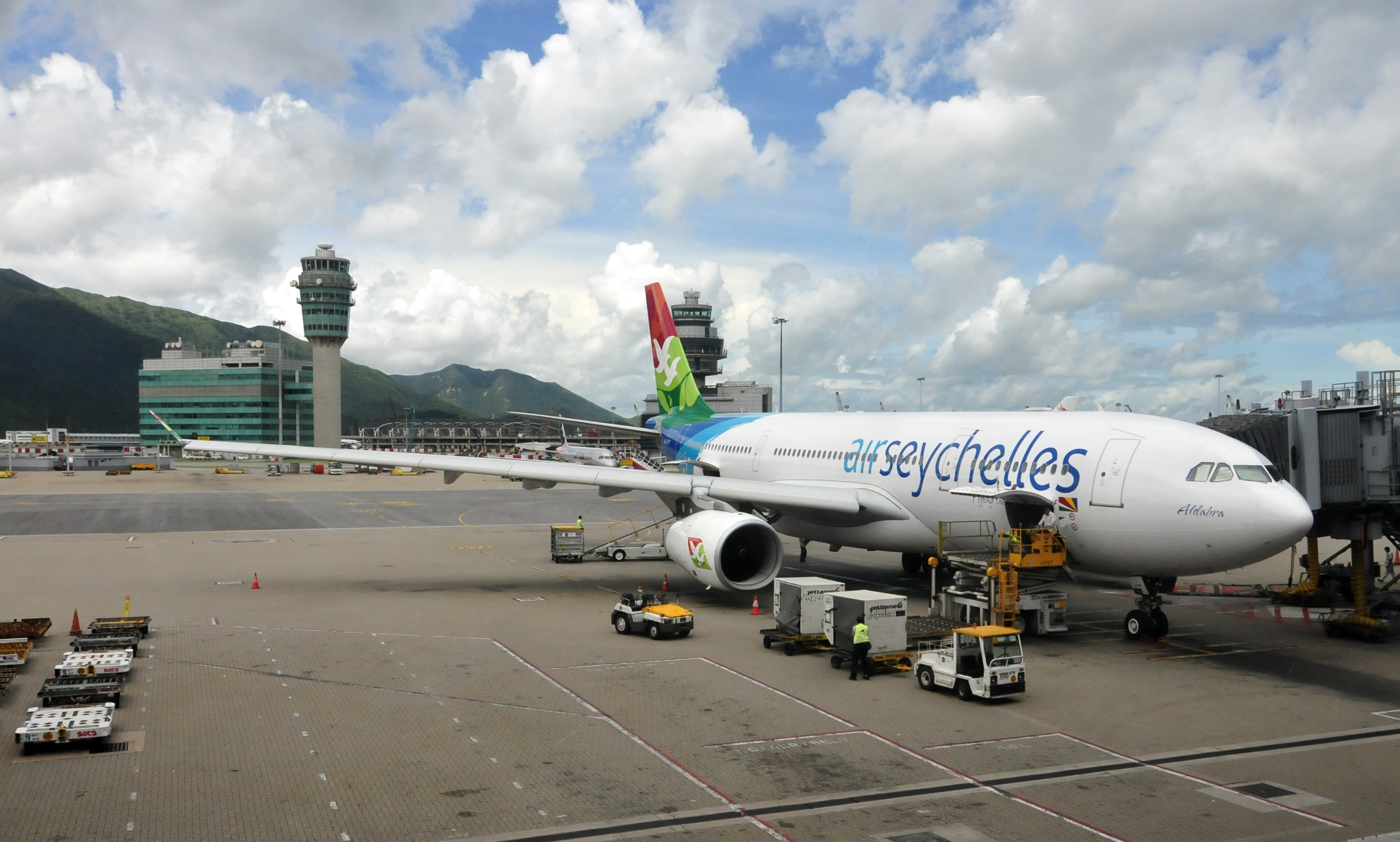
Airbus A330-200

У 1972 році на Мае, центральному острові Сейшельського архіпелагу, відкривається міжнародний аеропорт. У період 1971-1981 років, у зв'язку з різко збільшеним пасажиропотоком, відкриваються ще 2 аеропорту на островах Праслен і Фрегат, що знаходяться в 29 милях від острова Мае. У той час на островах діяло кілька дрібних приватних авіаперевізників. Для створення конкурентоспроможності та перевезення туристів з Європи, в 1978 році уряд Сейшельських Островів засновує компанію Air Seychelles. На початку жовтня 1983 року відкривається перший щотижневий рейс на Лондон з використанням літака DC-10 компанії British Caledonian. У 1989 році Air Seychelles набуває Boeing 767-200ER. В процесі перегону літака з міста Гранд-Рапідс, США, був встановлений рекорд дальності (14311 км), новий для даного типу літака. Boeing 767-200ER курсував на лінії Лондон, Париж, Франкфурт-на-Майні, Цюрих та Рим. У 1993 році Air Seychelles придбала Boeing 757 для ліній на Мадрид, Найробі, Йоганнесбург, Дубай, Мумбаї і Сінгапур.
У 1996 році Air Seychelles отримує новий Boeing 767-300ER і замінює їм Boeing 757.
У квітні 2001 року Air Seychelles набуває другий Boeing 767-300ER на заміну Boeing 767-200ER.
У листопаді 2001 року купується Boeing 737-700 для місцевих авіаліній, але в квітні 2005 року знімається з експлуатації через реструктуризації маршрутів.
На сьогоднішній день парк літаків Air Seychelles складається з трьох Boeing 767-300ER і одного Boeing 767-200ER.
Замовлено два Boeing 787-800 Dreamliner і один Boeing 767-238ER.

## Флот
У грудні 2015 року повітряний флот авіакомпанії Air Seychelles становили такі літаки:

## Нагороди
Авіакомпанія Air Seychelles має безліч нагород і свідчень, які показують високий стандарт в авіації.
- 2015 Краща авіакомпанія держав Індійського океану[3]
- 2015 Краща авіакомпанія держав Індійського океану — бізнес-клас[4]
- 2015 Краща авіакомпанія держав Індійського океану — бортпровідники[5]
- 2014 Краща авіакомпанія держав Індійського океану — бізнес-клас[6]
- 2014 Краща авіакомпанія держав Індійського океану — бортпровідники[7]
- 2007 Краща авіакомпанія держав Індійського океану — бізнес-клас[8]
- 2004 Краща авіакомпанія держав Індійського океану[9]
- 2003 Краща авіакомпанія держав Індійського океану[10]